# NGC 4187
NGC 4187 је елиптична галаксија у сазвежђу Ловачки пси која се налази на NGC листи објеката дубоког неба.
Деклинација објекта је + 50° 44' 30" а ректасцензија 12h 13m 29,3s. Привидна величина (магнитуда) објекта NGC 4187 износи 13,2 а фотографска магнитуда 14,2. NGC 4187 је још познат и под ознакама NGC 4187A, UGC 7229, MCG 9-20-117, CGCG 269-42, PGC 39004.